# Història de la fotografia
Els inicis de la història de la fotografia es remunten a l'Antiguitat, durant el segle xviii, amb el descobriment de la cambra fosca (o càmera obscura) i l'observació d'algunes substàncies visiblement alterades per l'exposició a la llum. La unió d'aquests dos fenòmens va portar a la captura d'imatges.
Després de molts intents fallits, el 1821, Joseph Nicéphore Niépce (1765-1833) va obtenir els primers resultats; va desenvolupar un procés al qual va anomenar heliografia (primer procediment fotogràfic anunciat públicament) que requeria uns minuts d'exposició a la cambra. Aquest va coincidir amb Louis-Jacques-Mandé Daguerre (1787-1851), que per separat, dugué a terme un nou invent: el daguerrotip. Ben aviat, però, aquests processos varen tenir competència. William Henry Fox Talbot (1800-1877) va inventar la impressió negativa de calotips (o talbotips) amb la característica més important de la fotografia: la multiplicitat d'exemplars.
Dels negatius se'n treien tants positius com es necessitaven; es passava de la imatge única a la imatge multiplicable en paper.
Innovacions posteriors provoquen una reducció del temps d'exposició requerit de minuts a segons i finalment, a una fracció de segon. Durant l'última dècada del segle xx, es va revolucionar completament la fotografia amb la introducció comercial de càmeres digitals. A partir del segle xxi, l'actualitat, els mètodes fotoquímics tradicionals van passar a segon pla pel fet que els avantatges pràctics de la nova tecnologia van ser molt més apreciats ràpidament.
La fotografia va començar com un mitjà de representació i en poc temps es va convertir en una indústria que es va endinsar arreu del món.
| « | La fotografia, com a mitjà de gran abast de l'expressió i de comunicacions, ofereix una varietat infinita d'opinions, interpretacions i d'execucions - Ansel Adams | » |

El principal objectiu de la fotografia és comunicar. Segueix l'esquema bàsic de la comunicació, per tant és considerada una eina de comunicació no verbal que ha permès estudiar tots els aspectes relacionats amb el pas del temps, el progrés i l'evolució de les coses.
| Emisor      | Receptor     | Missatge     | Canal              | Codi             | Context           |
| ----------- | ------------ | ------------ | ------------------ | ---------------- | ----------------- |
| El fotògraf | L'espectador | Què transmet | Fotografia, imatge | Visual, la vista | Situació, context |

## Etimologia
Etimològicament, fotografia prové del grec antic φῶς (llum) i γράφειν (escriure / dibuixar). Així doncs, la fotografia és allò que “escriu la llum / dibuixa la llum”.
La paraula fotografia s'atribueix a John Frederick William Herschel (1792-1871) el 1839, igual que els termes negatiu i positiu. (Posteriorment, quan es va reduir dràsticament el temps d'exposició, va aportar el terme instantània) Tot i que Herschel figura com a creador d'aquesta paraula, l'havia anomenat abans així Hércules Florence (1804-1879)

## Història del termefotografia
L'any 1833, Hércules Florence (1804-1879) va idear un procediment al qual, amb el permís de John Frederick William Herschel, anomenà fotografia. Amb aquest va aconseguir reproduir documents en paper mitjançant nitrat de plata utilitzant la càmera fosca. Seguidament d'aquest procediment, va aparèixer la poligrafia, que també havia estat utilitzada per Florence en usos personals.
El fet de la unió d'aquests dos sistemes, va donar l'oportunitat de reproduir molts documents. Aquests es relacionaven amb la via cultivada per Joseph Nicéphore Niépce (1765-1833) i William Henry Fox Talbot (1800-1877), que buscaven suplir les tècniques calcogràfiques i la litografia, que abocarien als primers processos fotomecànics, mentre que Florence ho volia abocar més a l'aspecte fotogràfic. Tots aquests processos van ser oblidats fins que Boris Kossoy (1941-?) els va rescatar l'any 1977 i va reclamar el dret que Florence figurés entre els inventors, així com la paternitat del terme fotografia.

## Antecedents
Els antecedents més immediats de la fotografia es van perfilar a finals del segle xviii i en plena època de les Llums. La fotografia va sorgir definitivament en el segle xix, quan es van definir els principals aspectes de la societat industrial.
L'aparició de la fotografia fou el resultat de tot un seguit d'experiments que es dugueren a terme al llarg dels segles per tal d'aconseguir plasmar la realitat sense tenir la necessitat que l'home hagués d'intervenir en el procés.

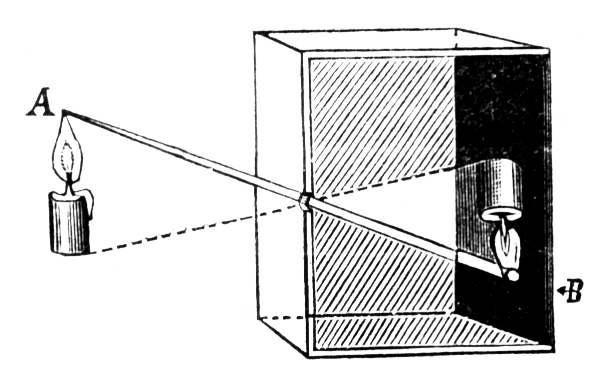
Representació de la cambra fosca

Els principals antecedents de la fotografia són: la cambra fosca (obscura) i les investigacions sobre les substàncies fotosensibles.

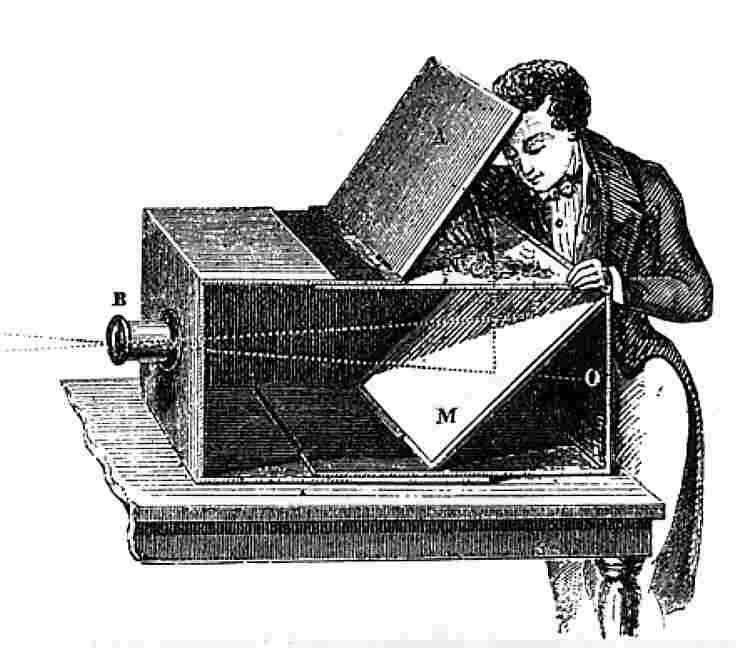
Artista utilitzant una taula de dibuix portàtil

La cambra obscura, ja coneguda amb Aristòtil durant l'Antiguitat Clàssica, s'utilitzava per estudiar els eclipsis solars. Aquest instrument òptic se'l relacionà amb els estudis que es realitzaren sobre el comportament de la llum i com funciona la visió de l'ésser humà. Tot i això, no fou fins al Renaixement que s'ampliaren els usos de la cambra en els diferents àmbits, com en l'artístic. Servia per copiar retrats, paisatges, etc. i l'utilitzaven, sobretot, pintors i arquitectes per realitzar els seus projectes.
La tècnica consistia a dibuixar sobre un paper translúcid de manera precisa i perfeccionant cada vegada més la perspectiva del que es volia plasmar.
Les cambres inicials eren habitacions, però més tard s'anaren modificant de manera que era possible l'ús de la cambra obscura.
Entre els diferents autors podem destacar per una banda, a Johann Zahn (1631-1707), que al segle xvii va inventar una taula de dibuix portàtil que representava la cambra, però atribuint-li dimensions reduïdes i portabilitat. Per l'altra banda, entre altres artistes, destaca el pintor Charles-André van Loo (1705-1765) que realitzà un retrat familiar.
El primer pas d'aproximació en l'evolució de la càmera, destaca Girolamo Cardano (1501-1576) que optà substituir el forat estenopeic per una lent per millorar la visió.
La consolidació de la tècnica i la difusió total de la cambra fosca va ser la publicació el 1558 de l'obra Magiae Naturalis de Giovanni Battista della Porta (1540-1615), eminent savi que sovint ha estat considerat erròniament com l'inventor de la cambra fosca. No obstant això, el que intentà va ser buscar una funció més lúdica i educativa per a l'instrument òptic. El 1588 publicà una nova edició de Magiae Naturalis en la qual va donar a conèixer els seus possibles usos.

## Cronologia de l'evolució tècnica

### Seglexviii

#### Thomas Wedgwood i el mètode de copiar imatges
Thomas Wedgwood (1771-1805) ha destacat per la seva contribució en la tecnologia, ja que va ser la primera persona que va idear un mètode per copiar imatges visibles químicament. Va fer experiments amb la calor i la llum amb aquests i va utilitzar, per primer cop, les olles de ceràmica recobertes amb nitrat de plata.
També va idear un mètode per tenyir químicament, tractant el paper amb nitrat de plata i exposant el document a la llum. Això si, les fotografies de Wedgwood no eren permanents, en exposar-les a la llum, tota la superfície del paper s'ennegria.
A més de Wedgwood, en la història de la fotografia del segle xviii, també va tenir un paper important Humphry Davy (1778-1829), el qual va publicar en el diari Journal of the Royal Institution el document El mètode de copiar pintures sobre vidre, i fer perfils, amb nitrat i plata. Inventat per T. Wedgwood, aquest va servir perquè el món fes eco del descobriment de Wedgwood.

### Segle

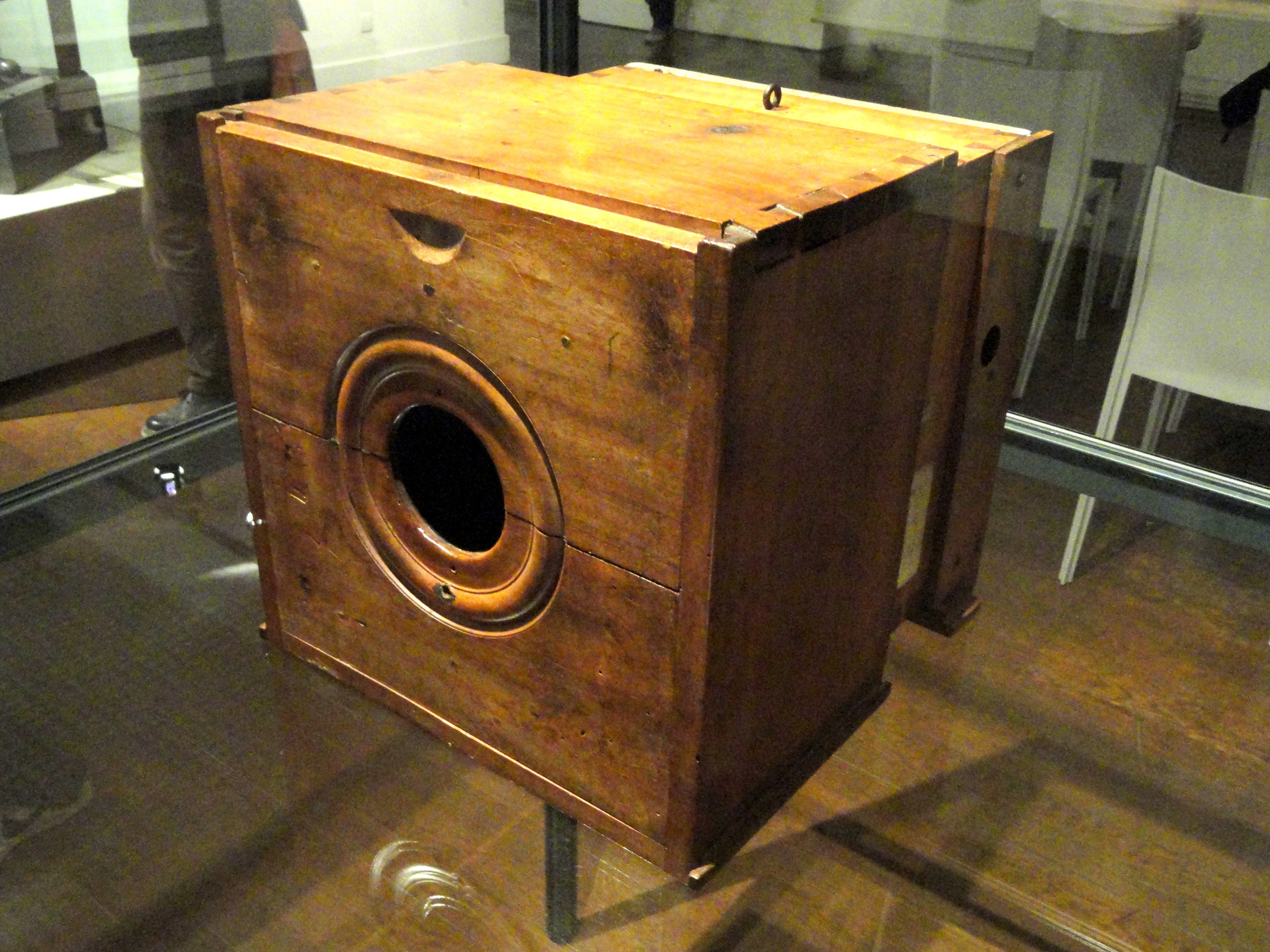
Càmera de Joseph Nicephore Niépce al Musée Nicéphore Niépce

### Seglexix
- 1822 - 1827

#### Joseph Nicéphore Niépce i la primera fotografia
El francès, Joseph Nicéphore Niépce, fou el primer a aconseguir fer aparèixer una imatge en una placa impregnada de material fotosensible (clorur d'argent) dins una càmera fosca, aquesta imatge no era permanent i es va dir heliogravat. Aquestes imatges estaven invertides (negatiu) i necessitaven ser transportades a una còpia (positiu). Amb la càmera fosca va aconseguir reduir el mínim del diàmetre de l'objectiu i obturant-lo parcialment amb un disc de cartó perforat, va comprovar que l'ordre de les ombres i les llums quedava invertit. Des d'aquell moment, el seu propòsit va ser trobar una substància que es blanquegés sota el contacte de la llum. Així que va provar diferents vernissos protectors, fins a trobar el betum de Judea, que dissolt en oli d'oliva, mineral o animal, i estès sobre un suport, agafava un color blanc en ser exposat a la llum. El 1822, amb aquest procediment es va aconseguir la primera fotografia.
El procediment era simple: 
- Es cobria una làmina de vidre o de coure amb la solució de betum de Judea i oli.
- S'exposava a la llum solar.
- La imatge s'enduria i era visible.
- Es portava la placa a l'habitació fosca per tractar-la.

(Niépce ho feia posant-la en un bany d'àcid que dissolia el vernís, després, enviava la placa al seu amic Georges Lemaître (1894-1966), qui seguia el dibuix com si fos un gravat tradicional. L'heliografia més famosa obtinguda per aquest mètode és la del cardenal d'Amboise, realitzada el 1824.

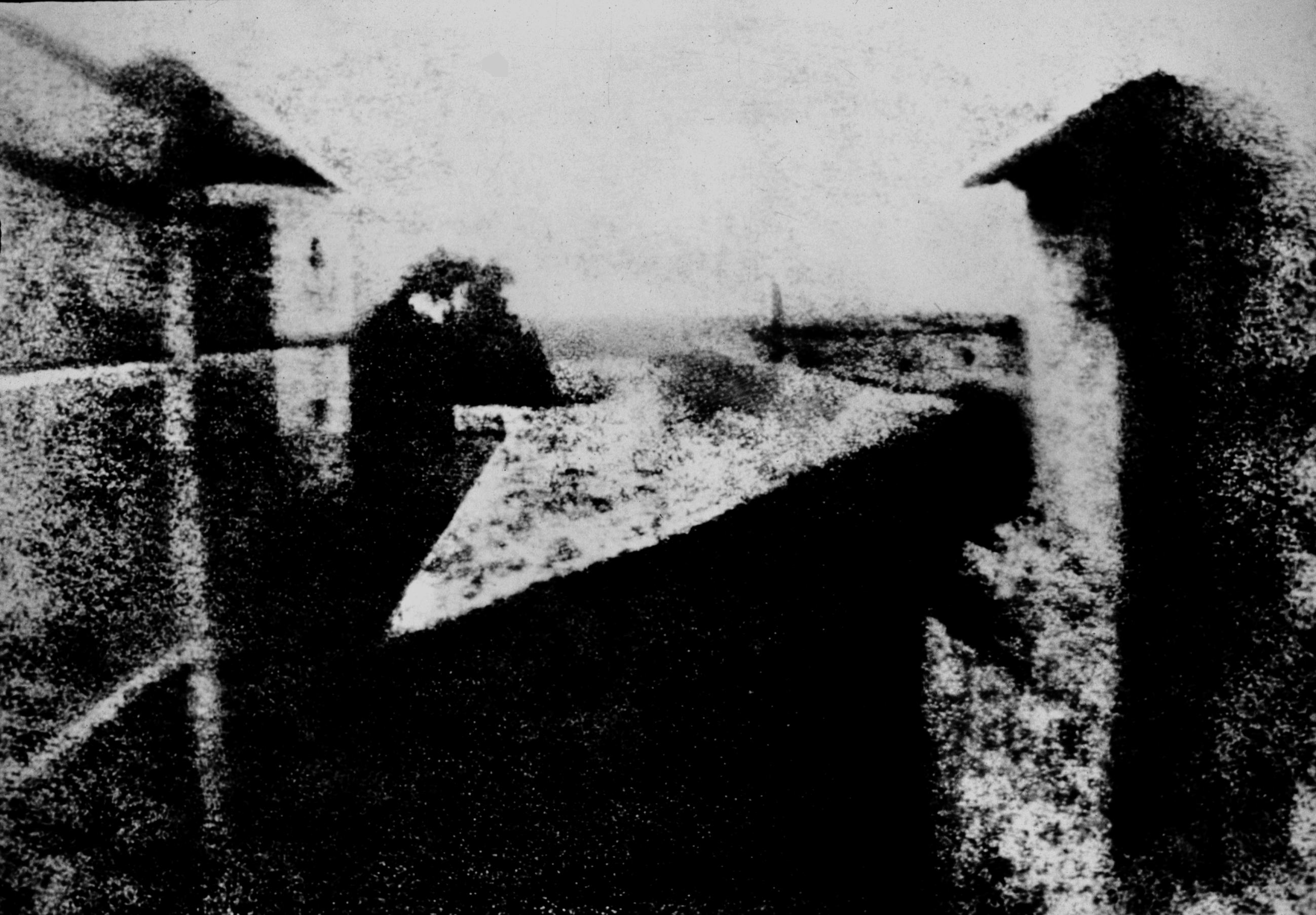
Primera fotografia, 1826, Niépce

El 1826, a través de la primera càmera professional construïda per l'òptic Charles Louis Chevalier (1804-1859) va obtenir la primera imatge pròpiament fotogràfica sobre una placa de peltre. Ho va aconseguir gràcies a un compost d'argent i una exposició a la llum de 8 hores. En aquella fotografia es podia observar el paisatge des de la finestra de les golfes de Niépce. El resultat va ser una imatge positiva permanent, en la qual les llums estan representades pel betum de Judea i les ombres per peltre sense recobrir.
Però la fotografia sobre peltre presentava un problema: el suport era massa tou així que Lemaître va trobar el metall perfecte: coure platejat. Exposant aquesta placa als vapors del iode, Niépce va aconseguir heliograbats més nítids. Tot i així, només es podia obtenir la imatge en positiu, és a dir, no hi havia negatiu i per tant, no es podien fer còpies.
Niépce va ser un cas excepcional d'entrega a la ciència. El 1829, als seus 64 anys, estava totalment arruïnat perquè havia invertit tota la fortuna de la seva família burgesa en els seus experiments fotogràfics. Llavors va conèixer a Louis-Jacques-Mandé Daguerre, amb qui es va associar per poder comercialitzar els seus invents. Per desgràcia, Niépce va morir uns anys abans de poder contemplar les millores que aquest va introduir i la glòria de molts dels seus descobriments anirien a parar al seu soci Daguerre.

#### Louis-Jacques-Mandé Daguerre i el Daguerreotip
Louis-Jacques-Mandé Daguerre fou un pintor francès que va col·laborar amb Niépce i és considerat un dels pioners de la fotografia, popularitzant-la. L'associació entre Daguerre i Niépce es va dur a terme el 1830, però Niépce va morir el 1833, així que no va poder ser partícip de les millores.
Però abans que Daguerre s'introduís al món de la fotografia, cap al començament del segle xix, el Diorama va arribar a ser tan important com el cinema o la televisió en els nostres dies. En aquelles escenografies, el públic trobava una resposta a la seva necessitat de somiar i alliberar la imaginació. Així que, Louis Daguerre, va demostrar el seu enginy decorant personalment les gegantines teles del Diorama. Per obtenir major sensació de realisme, va utilitzar la cambra obscura en la reproducció dels paisatges, va disposar telons i cortines, per controlar la llum natural que entrava per les finestres, i va elaborar efectes espectaculars amb il·luminació de petroli i gas. Quan va inaugurar l'espectacle en 1822, ja era famós com a pintor de quadres hiperrealistes que s'acostaven molt a la fotografia actual.

Degut al seu interés per captar la realitat, Daguerre va perfeccionar el mètode de Niépce. Va reduir el temps d'exposició a pocs minuts, fet que va aconseguir trobant la fórmula per impressionar una placa de metall mitjançant un bany de iode i fixant-la amb sal i mercuri. Els vapors de mercuri, en escalfar-se, anirien a dipositar-se sobre els punts activats per la llum, creant una imatge òptica que deixaria una petjada perfecta. Però, no va ser fins al 1837 que es va trobar el primer procediment fotogràfic al qual va posar el nom de Daguerreotip i no va tardar a estendre's.

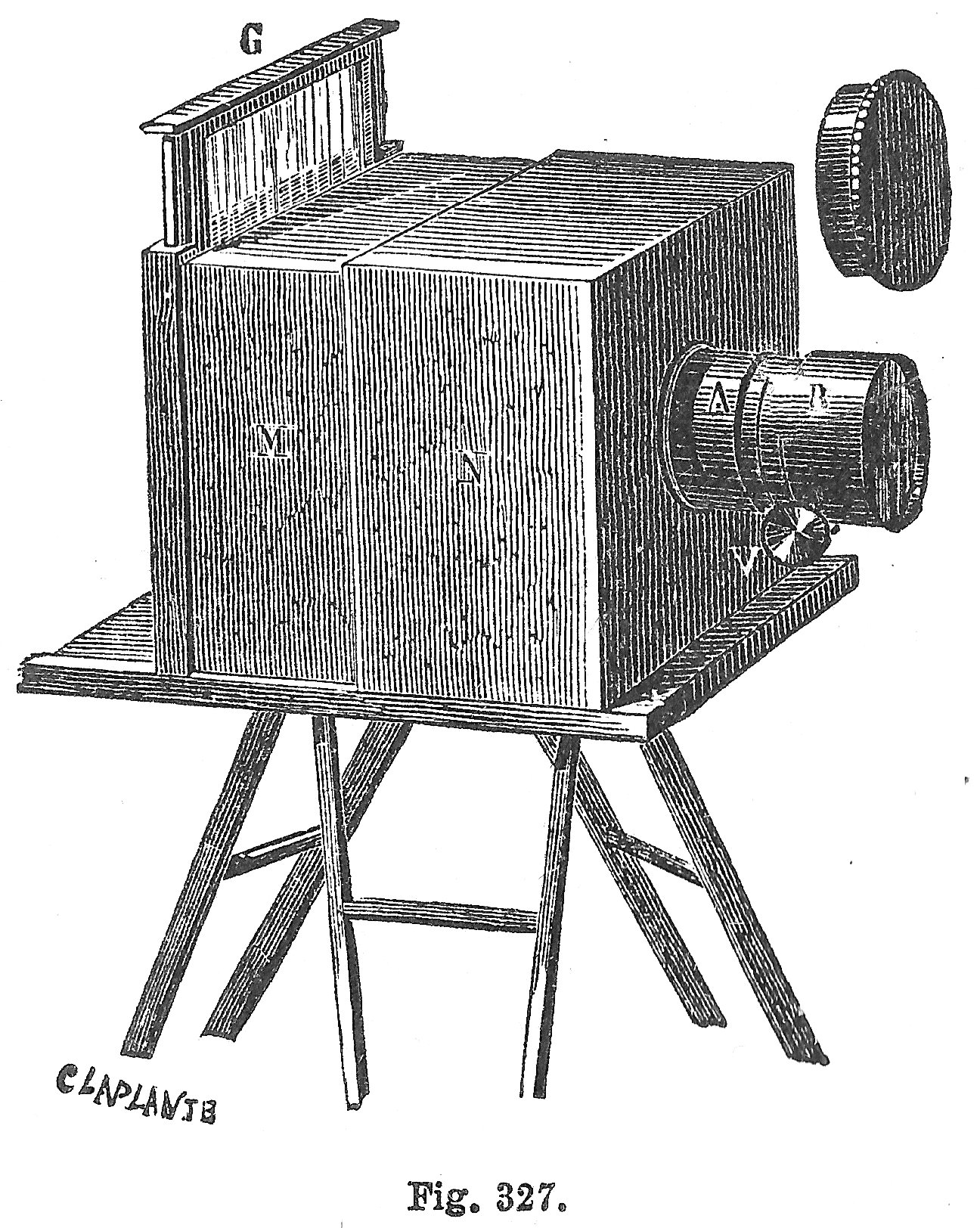
Dibuix d'un Daguerreotip

El Daguerreotip és un procés pel qual s'obté una imatge en positiu a partir d'una placa de coure coberta de iodur d'argent. Després de ser exposada a la llum, la imatge es revelava amb vapors de mercuri, que dona com a resultat una imatge detallada amb una superfície delicada que s'ha de protegir amb un vidre i segellar-se, ja que s'ennegria amb el contacte amb l'aire.

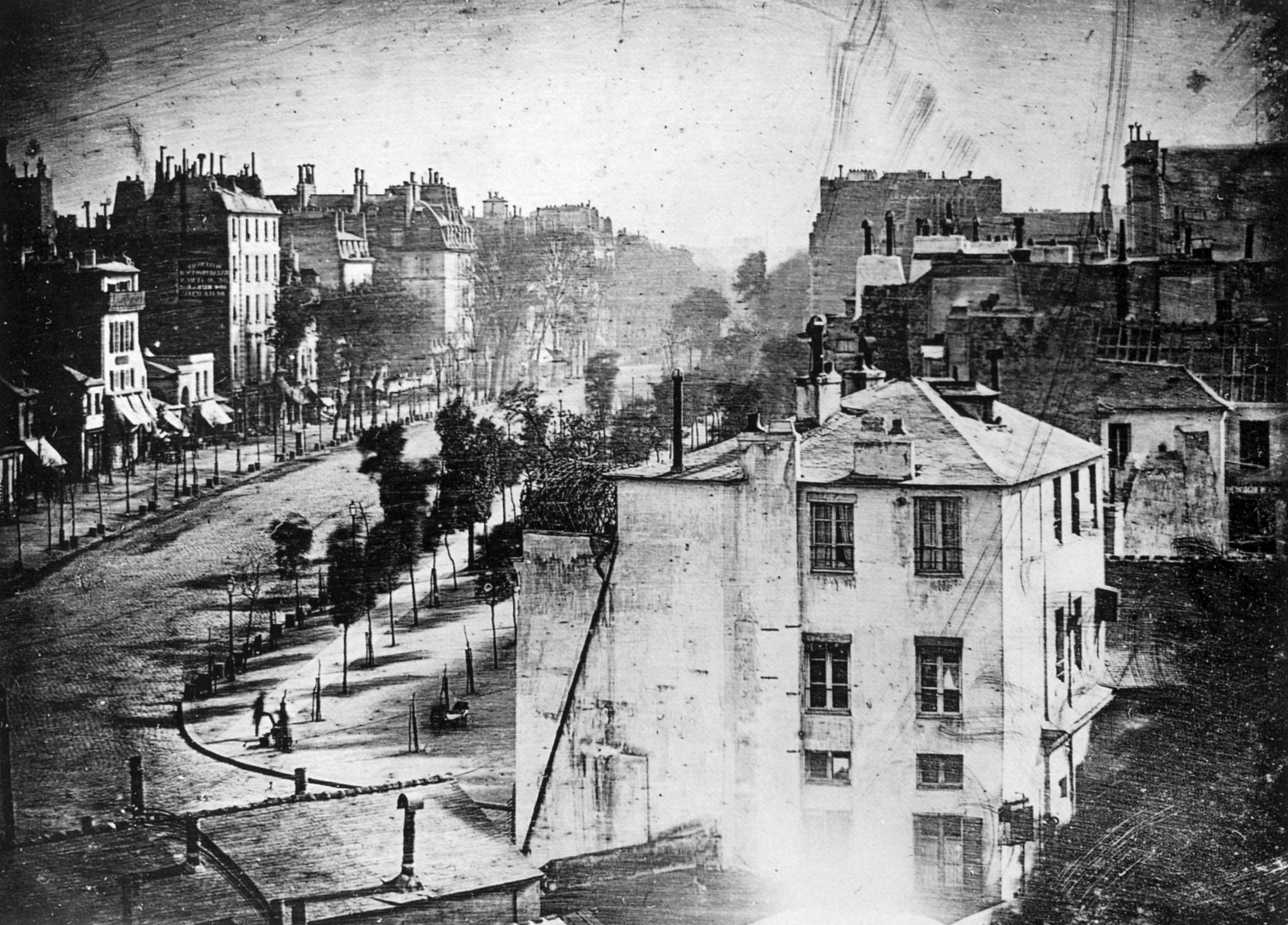
Boulevard du Temple, 1838, Daguerre

Fins aleshores, totes les fotografies havien sigut d'edificis i objectes estàtics, així que en el 1838, Daguerre va capturar la primera fotografia on hi apareixien persones. Aquesta va ser presa des d'un edifici en vistes al famós carrer de París, Boulevard du Temple. El passeig estava ple de persones però el Daguerreotip només va capturar les que estaves quietes. Això era degut a la llarga exposició de llum que es necessitava per fixar la imatge, i per tant, no es podien fotografies elements en moviment.
El 10 de novembre 1839, Ramon Alabern va portar el Daguerrotip a Barcelona i va fer la primera fotografia feta a Espanya. Aquesta era una vista de la Casa Xifré i l'edifici gòtic de la Llotja de Mar.

#### William Henry Fox Talbot i el Calotip
La investigació de William Henry Fox Talbot començà amb conceptes ja desenvolupats anteriorment, la càmera fosca i la càmera de llum.

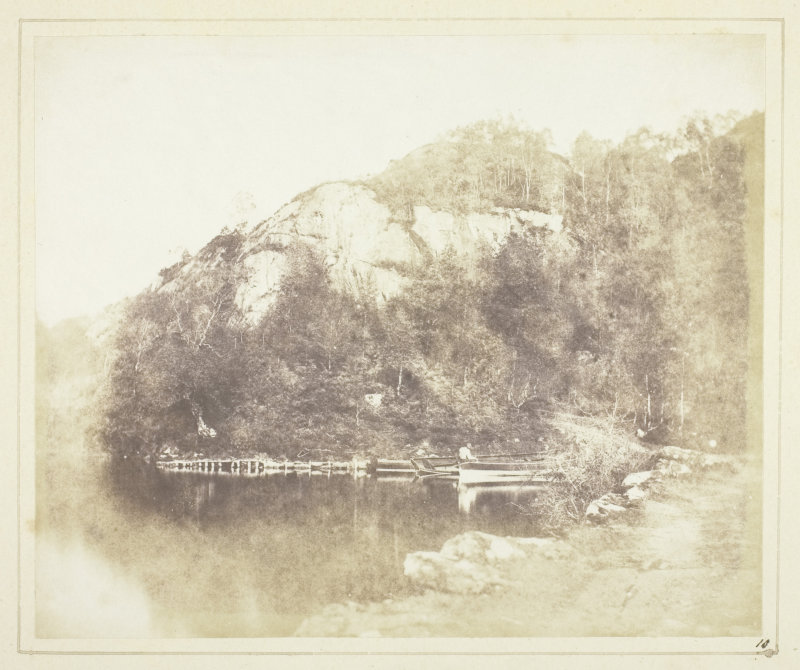
Fotografia realitzada per William Henry Fox Talbot amb el seu Calotip; 1845

El 1835, Talbot va descobrir un mètode per tal d'obtenir un negatiu plasmat en el paper una galeria de l'Abadia de Lacock. Va seguir les seves investigacions, fins que, el 1841 va patentar el Calotip a Anglaterra.

El Calotip era el procediment que consistia en obtenir diversos resultats de fotografies en positiu, a partir d'un sol paper negatiu. Va fer que es pogués obtenir un nombre il·limitat de còpies a partir d'una sola exposició. A més a més, va desenvolupar la fotografia com a mitjà artístic 

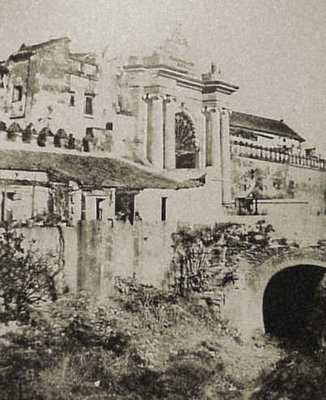
Porta de Jerez; fotografia realitzada amb un Calotip per Joseph,vicomte vigier; 1850

- Es tracta d'un paper amb nitrat de plata i iodur de potassi.
- Abans d'exposar-ho a la llum es torna a sensibilitzar el paper amb nitrat de plata i àcid gàl·lic.
- Després d'això s'exposa a la llum i s'obté una imatge amb prou feines visible.
- El negatiu, quan s'asseca es revela i es fixa.
- Després, amb un bany de cera, es fa transparent.
- Amb aquest negatiu es treuen tots els positius necessaris.[16]

En aquell moment, Talbot no va saber la importància d'aquest procediment, la gent buscava una imatge positiva única. A més, en aquella època es va preferir la nitidesa del daguerreotip. Així doncs, Talbot no fou el pare de la fotografia, però si de la tècnica que se segueix usant avui en dia, la del negatiu a positiu.
Talbot també va presentar una nova patent el 1849, que consistia a usar la porcellana com a suport fotografic.
Fox Talbot fou pioner en publicar un llibre amb fotografies, aquest es va anomenar “The Pencil of Nature”.
- 1839

Aquest any es pot considerar com el de la invenció de la fotografia, Daguerre i Fox Talbot, fan públics els seus invents, aquests van ser considerats d'interès nacional pel govern francès. Així, el 19 d'agost del 1839.
Aquest mateix any, es va donar nom a les imatges aconseguides amb aquests invents com a “fotografies”, el nom fou posat per John Frederick William Herschel, encara que abans ja havien estat anomenades així per Hèrcules Florence.
- 1884

#### George Eastman i la Kodak

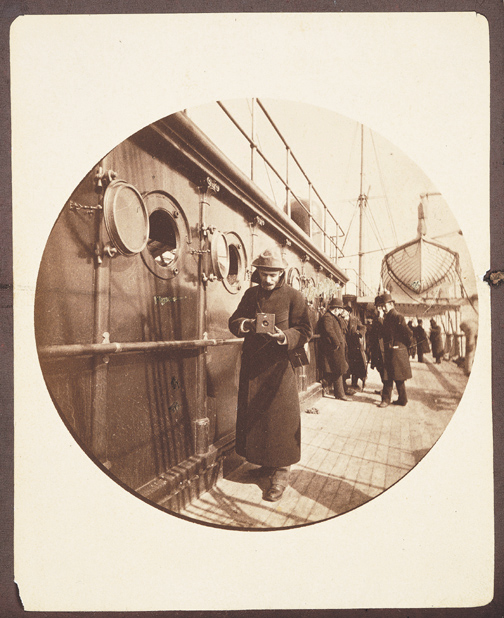
George Eastman amb la càmera Kodak 2; 1890

George Eastman (1854-1932) va ser un empresari americà que va aconseguir fer arribar la fotografia a les classes populars amb la seva empresa Kodak (Eastman Kodak Company).

Quan George Eastman tenia 24 anys va comprar equipament fotogràfic per un viatge a Santo Domingo, però aquest viatge no es va realitzar mai. En canvi, va usar l'equipament per investigar com fer que la fotografia fos més barata i pogués arribar a les classes més pobres. Va aconseguir-ho amb la fórmula de plat sec.

Logo de l'empresa Kodak de George Eastman

Va deixar la seva feina de banquer i el 1885 va patentar el seu invent, aquest feia que les càmeres poguessin ser més barates i petites.
Fa fundar una companyia i la va anomenar Kodak, així, el seu producte tindria identitat pròpia. El 1888 va treure al mercat la primera càmera Kodak.
L'eslògan de la companyia era: “Vostè pitja el botó i nosaltres fem la resta”. Quan el carret de la càmera era ple, s'enviava a la companyia i aquesta revelava les fotografies. A partir d'aquí es va anar innovant amb noves càmeres i tècniques.
Després de tot, cal dir que la innovació d'Eastman va començar la bogeria de la fotografia que continua en l'actualitat.
- 1925

#### La càmeraLeicai Oscar Barnack

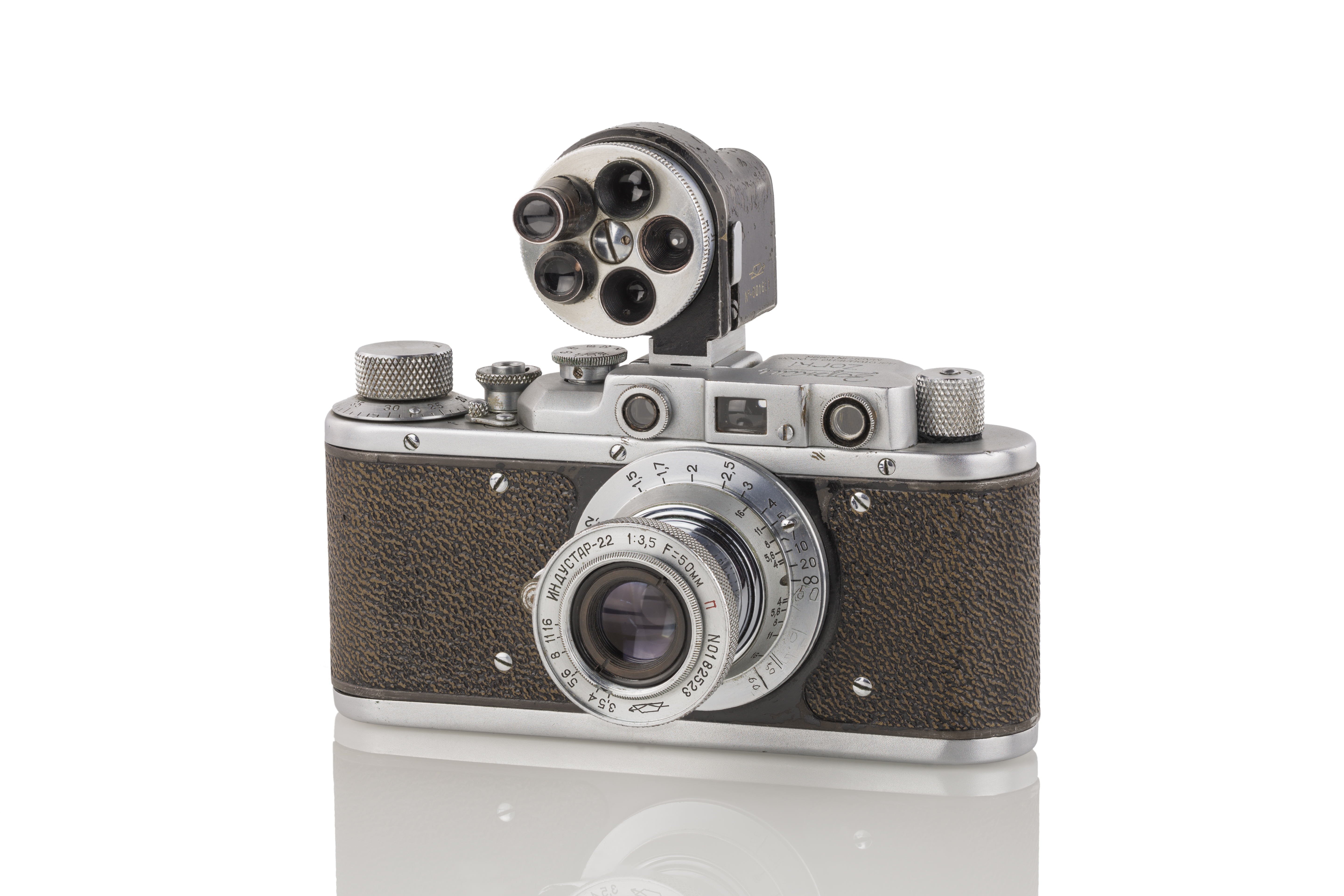
Càmera Leica II

La càmera Leica va sortir al mercat el 1925 i va ser la primera càmera amb format de 35mm. Aquesta càmera es va usar en principi per realitzar exposicions fotogràfiques i també pel cinema.
El 1913 es va crear el primer prototip per Oscar Barnack(1879-1936), aquest fou usat de forma privada.
El 1923 va començar a desenvolupar-se aquest prototip per fer-lo comercial. Així, aquell mateix any es va poder trobar la Càmera Leica al mercat, aquesta era lleugera, versàtil i sol necessitava una petita pel·lícula de 35 mm.
La seva popularitat va augmentar força quan es va introduir a Alemanya el 1925, es va presentar a la fira alemanya de primavera i la van anomenar Leica I, primera càmera compacta de format 35 mm.
Gràcies a la seva rapidesa d'acció i fàcil maneig, la Leica va ser una gran referència pel món fotogràfic. A més, va ser partícip de millores constants i donada a conèixer per reporters i fotògrafs molt reconeguts.
- 1935 - 1936

#### Fotografia en color - La Kodachrome i l'Agfacolor

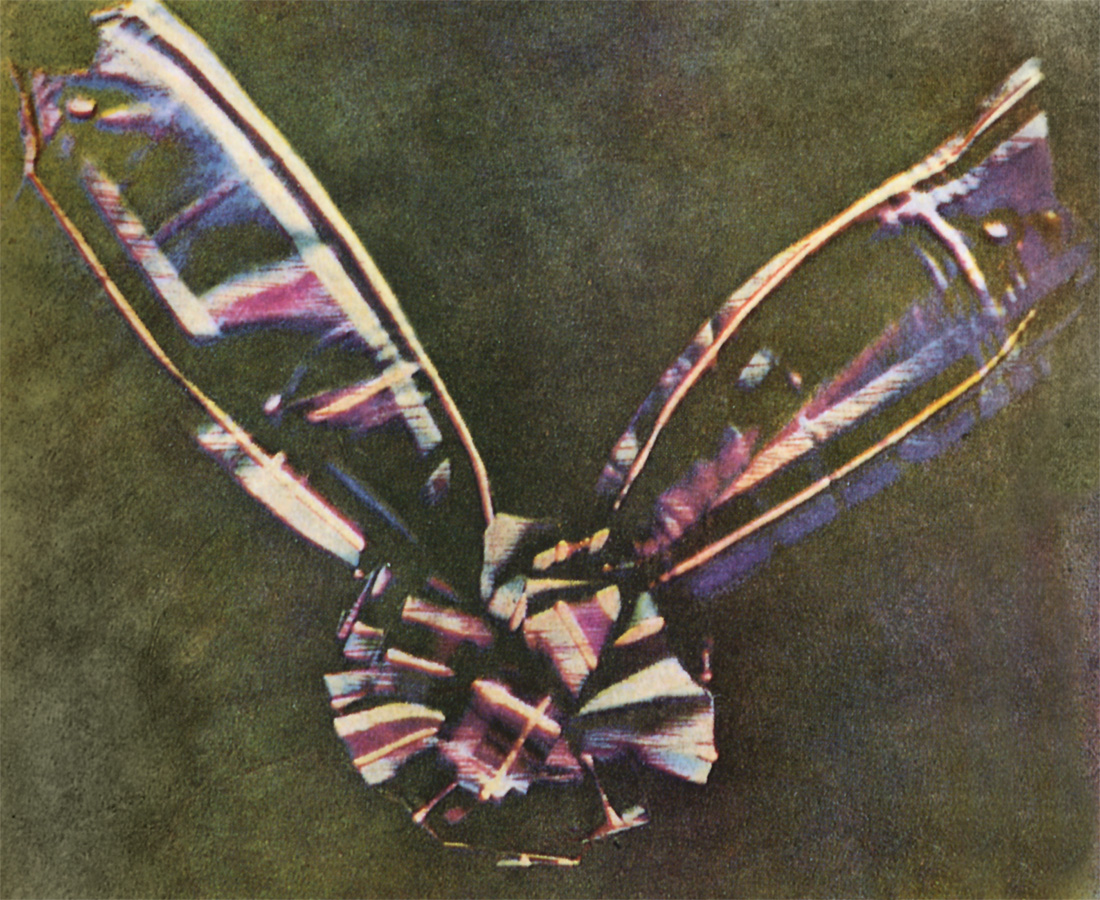
Primera fotografia en color de la història

Els avançaments en l'estampació de colors obtinguts per la cromolitografia a partir de les dècades dels 70 i 80 del segle XIX, van permetre divulgar els “cromos” i es van aplicar als procediments fotomecànics.
Bàsicament, consisteix a seleccionar els tres colors primaris, i fotografiant l'original a través d'un filtre, el groc, el vermell i el blau s'aconsegueixen amb sengles filtres del color complementari. Aquest fet s'anomena “tricomia”, més tard, en afegir el color negre per donar més cos a la fotografia, es va canviar el nom a “quatricomia” la utilitzada fins avui en dia.
Abans de la Kodachrome i l'Agfacolor ja existien experiments per fer fotografies en color. De fet, la primera fotografia en color és atribuïda al físic James Clerk Maxwell (1831-1879)
El 1935, Kodak va introduir el carret analògic Kodachrome, el que va permetre, que per primer cop, es poguessin fer fotografies en color amb un carret. El blanc i negre seguia sent la forma preferida de fer fotografies, tot i així, molts professionals buscaven aconseguir el color i aquest no va estandarditzar-se fins al 1935.
El carret de color va ser possible quan Leopold Godowsky (1870-1938) i Leopold Damrosch Mannes (1899-1964) van introduir un negatiu de tres capes sensibles als tres colors primaris.
Molts grans de la fotografia van usar els carrets Kodachrome per fer les seves fotografies.
- Per exemple, Steve McCurry (1950-) va fer la famosa fotografia de la nena afgana (Sharbat Gula) amb un carret Kodachrome.[28] Tot i així, l'èxit d'aquesta va acabar.

El 2009, l'empresa Kodak va anunciar el final de la producció i construcció de Kodachrome.
El 1932, l'empresa Agfa (Agfa-Gevaert) va introduir una versió de carret: l'''Agfa-Farbenplatte''. Més tard va sortir al mercat l'''Agfacolor Neu'', un carret de color pioner que encara s'usa avui en dia.
L'Agfacolor Neu va ser la resposta alemanya a la Kodachrome.
- Des d'aleshores el color es convertiria en un dels elements claus, ja que permetia mostrar l'estat d'ànim segons els colors utilitzats.

| ARDENTS           | CÀLIDS                   | FREDS                    | FRESCOS                        | CLARS                                                    | FOSCOS                | BRILLANTS                      |
| ----------------- | ------------------------ | ------------------------ | ------------------------------ | -------------------------------------------------------- | --------------------- | ------------------------------ |
| Màxima saturació  | Menys saturació          | Negatiu                  | Pausat                         | Exposats a la mínima saturació Poc contrast i molta llum | Oposats als clars     | Saturats i purs                |
| Vius i agressius  | Agradables               | Fredor                   | Calma                          | Distant                                                  | Soledat i tristesa    | Vius, dinamisme                |
| EXEMPLE - Vermell | EXEMPLE - Groc i taronja | EXEMPLE - Blau neu / gel | EXEMPLE - Blau, turquesa, verd | EXEMPLE - Blau cel, violeta, blanc                       | EXEMPLE - Negre, gris | EXEMPLE - Color sense barrejar |

## Primera fotografia a Catalunya
A principis de 1839, el científic i polític Francesc Aragó va presentar a l'Académie des sciences (París) el Daguerrotip com el seu procediment permetia reproduir mecànicament les imatges que es formaven a la cambra fosca. En aquesta presentació hi van acudir diversos polítics, científics, etc. catalans que residien i feien vida a la capital francesa. Des d'aquell moment, alguns d'ells van començar a participar activament en la divulgació per Catalunya i Espanya de l'invent de Louis-Jacques-Mandé Daguerre.
Una d'aquestes persones era el científic exiliat Pere Felip Monlau i Roca que, al descobrir aquell invent i escriure un seguit de memòries sobre el Daguerrotip, prepara el seu retorn de l'exili, arribant a Barcelona el 2 de setembre.
Serà aleshores quan la Reial Acadèmia de Ciències i Art de Barcelona (RACAB) celebrarà un acte públic on Monlau presenta els seus arguments i mostra una planxa de coure platejada amb la imatge de la plaça de la Madeleine que el gravador Ramon Alabern i Moles havia impressionat a París.
A conseqüència de l'èxit que va tenir aquesta presentació, el dia 8 de novembre tres comissionats per la Acadèmia, Monlau, Roura i Mer, decideixen definitivament fer efectiva la compra de la càmera Daguerre-Giroux que Alabern havia adquirit de París i portat a Barcelona (actualment aquesta càmera encara es conserva a la Reial Acadèmia de Ciències i Art de Barcelona).
Un cop adquirida la càmera, es va distribuir per Barcelona l'anunci del programa que es realitzaria el dia 10 de novembre de 1839 a la plaça de la Constitució, actual Pla del Palau, on s'explicava que la primera imatge que es realitzaria seria de la vista de l'edifici de la Llotja i la Casa Xifré. Arribat aquell dia, l'invent i tota la comitiva científica es van situar en un terrat que feia cantonada amb el carrer General Castaños i el Pla de Palau. No va ser fins tres quarts d'una que Ramon Alabern va col·locar la planxa a la càmera durant vint minuts d'exposició.
El 14 de novembre es va sortejar aquell primer Daguerrotip realitzat per Alabern entre les 103 butlletes venudes per cobrir el cost de l'acte. Des d'aleshores la primera fotografia realitzada a Catalunya, i a tot l'Estat Espanyol, va desaparèixer.
No obstant això, el 17 de novembre 1839 Alabern va executar una segona prova. Aquesta vegada l'aparell s'havia col·locat en uns dels balcons de l'edifici de l'Acadèmia de Ciències Naturals, que es trobava a la Rambla, amb l'objectiu mirant cap al Palau Moja i la casa Rocafort. L'endemà va tornar a imprimir dos daguerrotips més: un de l'edifici de la Aduana al Pla de Palau col·locant l'aparell a la Casa Xifré, i l'altre des de l'actual plaça d'Antonio López impressionant la Casa Xifré.
Tot i que no hi ha constància documentada de que Ramon Alabern hagués fet més daguerrotips, es creu que el gravador i fotògraf va seguir practicant amb la càmera.

## Gèneres fotogràfics delseglexix

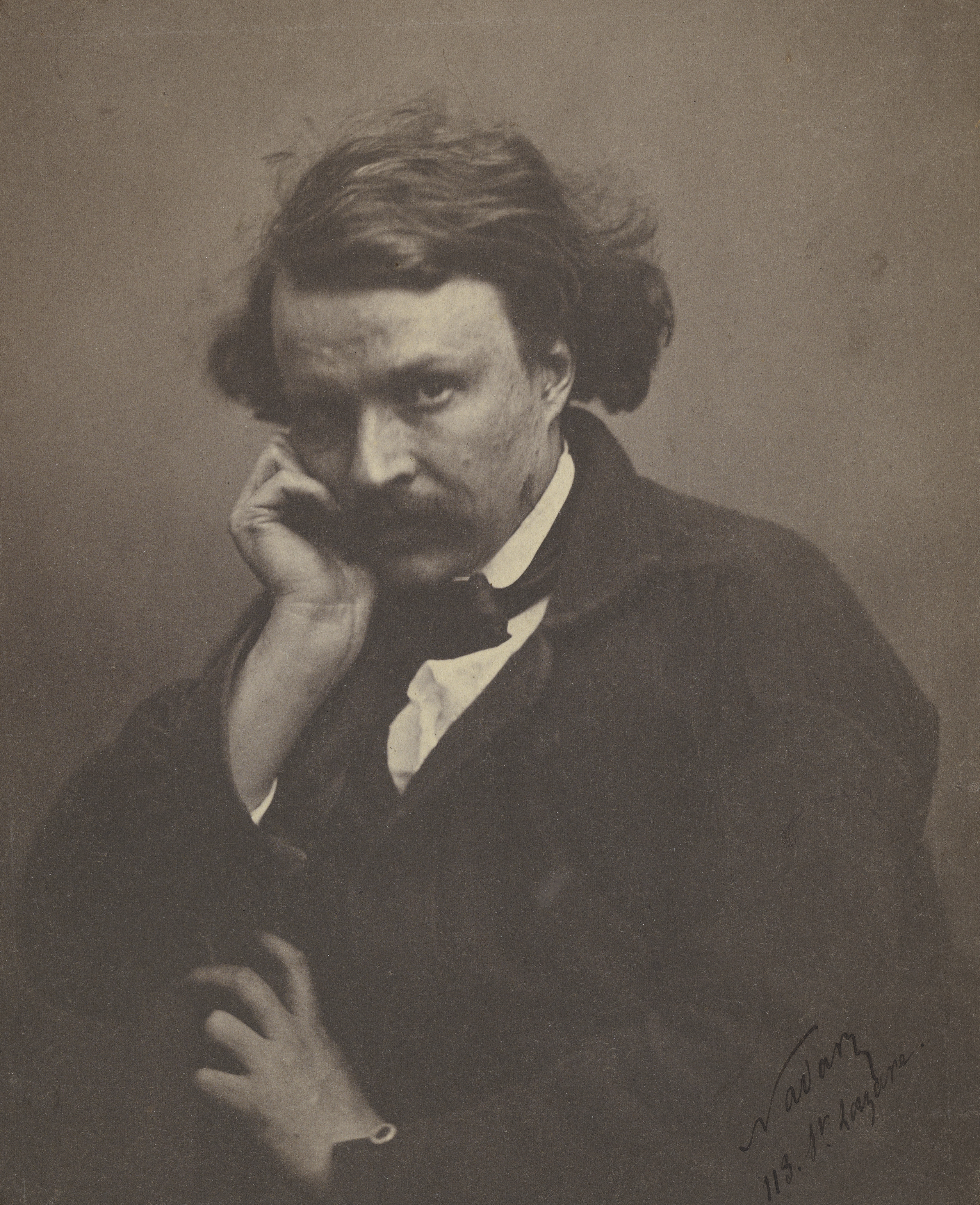
Autoretrat de Gaspard-Félix Tournachon, "Nadar".

Els primers gèneres conreats pels fotògrafs del moment van ser el retrat fotogràfic - on van destacar figures com Gaspard-Félix Tournachon (1820-1910), més conegut com a Nadar, André-Adolphe-Eugène Disdéri (1819-1889) o '''David Octavius Hill''' (1802-1870) -, i la fotografia de natura - gènere on hem d'incloure les imatges de paisatges dels pioners de la fotografia: Niépce, Daguerre, Hippolythe Bayard (1801-1887) i Talbot. Projectes com les "''Excursions daguerrianes''" i la iniciativa de caràcter científic del '''Baró Jean Baptiste Louis Gros''' (1793-1870). Posteriorment, i paral·lelament a l'ocorregut en altres disciplines artístiques, es va desenvolupar la ''fotografia academicista'', molt patrocinada per la classe política dominant, en la qual van destacar les figures d''''Oscar Gustav Rejlander''' (1813-1875), '''Henry Peah Robinson''' (1830-1901), Disdéri o Julia Margaret Cameron (1815-1879), així com la recuperada obra de l'espanyol Fernando Navarro Corbacho (1982-).

### El Pictorialisme
Dins de la controvèrsia existent si la fotografia podia ser art o no, va sorgir un moviment anomenat pictorialisme, per a oferir una visió de les imatges fotogràfiques com objectes artístics únics, que es va desenvolupar a finals del segle xix i principis del segle xx.
Els seus representants més destacats van ser: '''Peter Henry Emerson''' (1856-1936), '''Robert Demachy''' (1859-1936) i '''Alfred Stieglitz''' (1864-1946). Aquest últim, de nacionalitat nord-americana, en tornar a Nova York després de la seva formació a Europa, va crear el grup ''Photo-Secession'' el 1902 juntament amb Edward Steichen (1879-1973) i Alvin Langdon Coburn (1882-1904), i a partir d'ell es va difondre la fotografia artística als Estats Units, a través de la revista Camera Work i la Galeria d'art 291.
Si bé, Photo-Secession va començar sent un grup de fotografia pictorialista, va evolucionar buscant major autonomia per a l'obra d'art fotogràfica i va assentar les bases dels moviments de fotografia pura que van sorgir en els anys 30: el Grup f/64 als Estats Units i la Nova objectivitat a Alemanya. Ambdós moviments, oposats a la manipulació pictorialista i a l'experimentació avantguardista amb la fotografia, buscaven una bellesa específicament fotogràfica, registrant objectes simples i quotidians, posant l'accent en la composició i en el maneig de la tècnica fotogràfica "pura".

### La Fotografia documental
```
"
La fotografia no pot canviar la realitat però si pot mostrar-la
" - 
Fred McCullin
```

La fotografia documental ha estat potser el gènere més desenvolupat des dels inicis de la fotografia, per aquella associació immediata que es fes de la tècnica fotogràfica a una major "objectivitat" en la captació de la realitat que altres formes de representació visual. En aquest sentit, l'invent de la fotografia es va presentar a l'Acadèmia de Ciències de París, i el seu presentador va fer una forta èmfasi en les possibilitats que brindava aquest nou invent per a l'arqueologia, la biologia, l'astronomia i per a la divulgació d'aquestes ciències, en la mesura que permetia, a moltes més persones, veure imatges de fenòmens distants i inaccessibles. Les primeres aplicacions documentals van ser la fotografia de viatge i la fotografia de guerra.
La fotografia de guerra del segle xix apareix basada en una idea primitiva de reportatge fotogràfic, on van destacar Roger Fenton (1819-1869) a la Guerra de Crimea (1855), amb la primera documentació fotogràfica de guerra que es coneix, realitzada amb moltes limitacions tècniques (col·lodió humit) i ideològiques, ja que la documentació de Fenton va ser finançada pel govern perquè les seves fotografies duguessin tranquil·litat als familiars dels soldats.
Poc després, Mathew B. Brady (1822-1896), documentà la Guerra de Secessió dels Estats Units (1865), com un projecte comercial independent: la realització d'un àlbum en finalitzar el conflicte. També trobem altres iniciatives similars en la Guerra de la Triple Aliança (Argentina - Brasil - Uruguai contra Paraguai el 1865) per Esteban García (1848-1900), per encàrrec de la casa Bats de l'Uruguai, i en la Guerra del Pacífic (1879-1884) a càrrec de la societat Díaz i Spencer (del xilè Carlos Díaz Escudero (1860-1879) i l'estatunidenc Eduardo Clifford Spencer).
Aliens a aquests moviments, i centrats en treballs de documentació fotogràfica de la realitat, desenvolupen els seus treballs fotogràfics com Arnold Genthe (1869-1942) i Frances Benjamin Johnston (1864-1952).
És important recordar que el fotoperiodisme encara no es desenvolupà a causa del fet que la tècnica d'impressió de fotografies en els diaris i revistes (el sistema de mitjos tons o Impressió Offset) s'inventà el 1880.

## Gèneres fotogràfics del segle XX

### La fotografia en el segle XX fins a la Segona Guerra Mundial

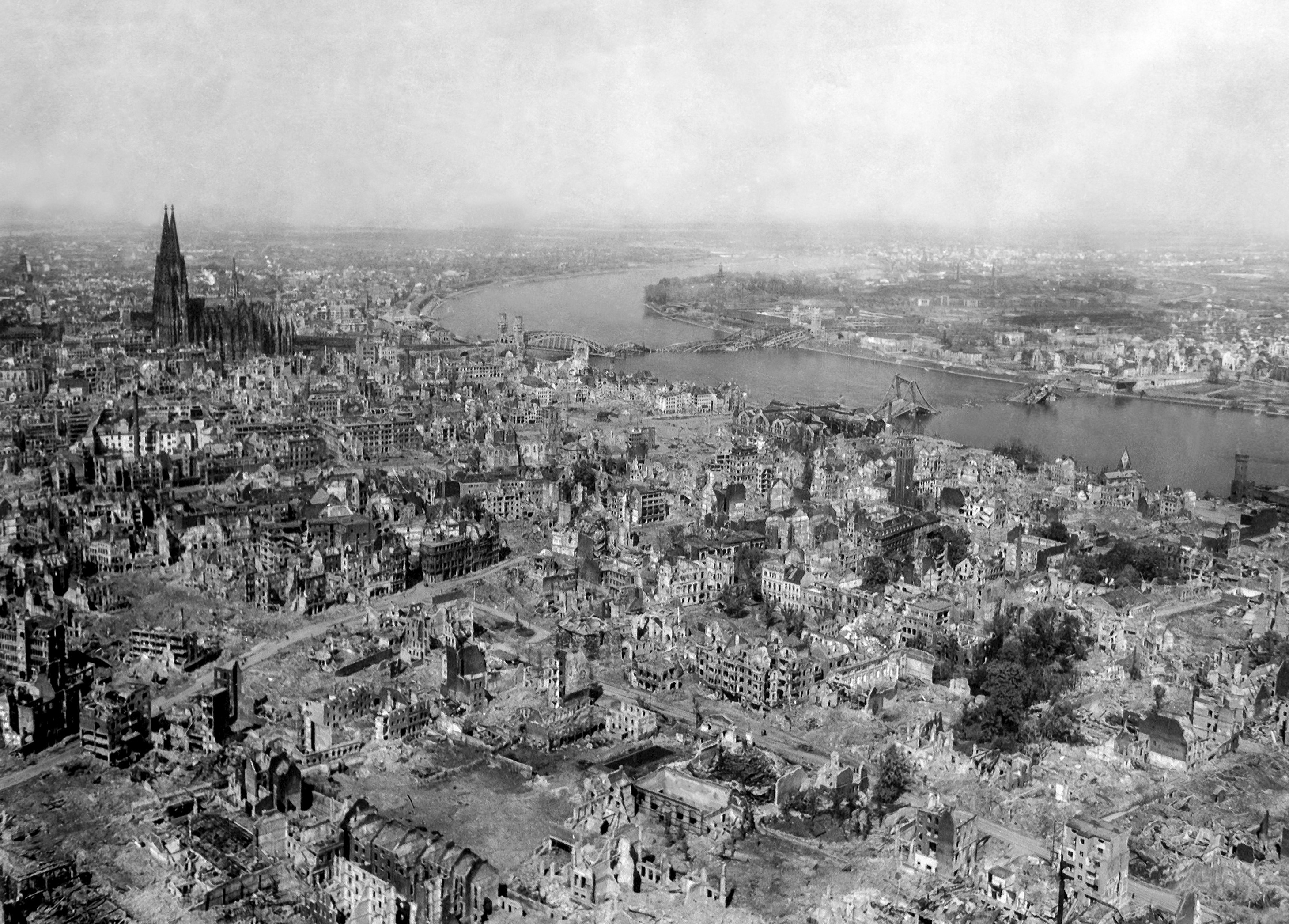
Fotografia aèria de Colònia, destruïda per bombardejos aliats durant la Segona Guerra Mundial

L'aproximació a aquest període històric de la fotografia ens duu ineludiblement a l'anàlisi del periodisme fotogràfic, la relació de les avantguardes històriques, la fotografia i l'exposició dels diferents realismes fotogràfics que es desenvolupen en aquests anys.
El periodisme fotogràfic és el que dona a conèixer, per mitjà d'una fotografia, tot el que passa en un lloc. Aquestes visualitzacions transmeten molt i per això dona una idea visual del que passa en un lloc. La possibilitat d'imprimir fotografies al costat del text en diaris i revistes va ser investigada durant el segle xix mitjançant diferents possibilitats, com la litografia.
El 1880 es va inventar la tècnica d'impressió en mitjos tons, que és l'antecessora de l'actual procediment d'offset i fotocromia. No obstant això, el fotoperiodisme també s'enfrontava a problemes tècnics en la presa fotogràfica, ja que les emulsions encara tenien sensibilitats molt baixes, i per això prendre fotografies en interiors o de nit es limitava a l'ús irreemplaçable del flaix (de magnesi, per aquell temps). Sumat a aquesta dificultat, les càmeres de gran format i la freqüent necessitat d'usar trípode feien que els fotoperiodistes estiguessin molt limitats en les seves possibilitats de treballar el discurs fotogràfic documental.
El fotògraf que va assolir superar aquestes limitacions va ser Erich Salomon (1886-1944) a Alemanya, a partir del 1925. Salomon va crear un estil fotogràfic documental conegut com a foto live o fotografia càndida. Les seves fotografies es caracteritzen per mostrar els subjectes espontàniament, sense posat ni arranjament, moltes vegades sorpresos pel fotògraf.

### La fotografia a partir del 1945
Tots els gèneres fotogràfics sorgits en moments històrics anteriors tenen la seva continuació després de la finalització de la Segona Guerra Mundial. Especial rellevància presenta l'evolució en aquests anys del fotoperiodisme, en l'àmbit de la fotografia documental i els nous diàlegs que s'estableixen entre la fotografia i les arts plàstiques, que comencen a fondre's en la denominació genèrica d'arts visuals.
Assistim, igualment a l'aparició d'altres usos de la fotografia en aquest període, així com al desenvolupament de noves visions de la fotografia de natura i de l'ocupació massiva de la fotografia en color, gràcies a l'obra de William Eggleston (1939).
En aquests anys mereixen especial esment les obres de Robert Doisneau (1912-1994) i Robert Frank (1924).

### La Fotografia digital
Es podria argumentar que Albert Einstein (1879-1955), qui va guanyar el Premi Nobel de Física el 1921 «pels seus treballs de l'efecte fotoelèctric», va ser qui va iniciar la història de la fotografia digital.
S'incorporà en la història de la fotografia digital, la càmera dissenyada per Texas Instruments Inc (TI) el 1972. No obstant això, aquesta càmera no era digital, sinó que tenia una base anàlogica, i no tenia pel·lícula.
El següent pas en la història de la fotografia digital va ser el 1972, quan Steven Sasson (1950), de Kodak, va rebre instruccions del seu supervisor, d'intentar i trobar una manera de construir una càmera usant sensors d'imatge sòlids. Aquests xips usen díodes fotosensibles anomenats photosites per poder gravar la llum.
Un marcador important en la història de la fotografia digital va ser quan Sasson va fer la primera fotografia digital el desembre de 1975. D'acord amb Sasoon, la imatge va trigar 23 segons a gravar-se en el casset, i després altres 23 segons per ser llegida de la unitat reproductora cap a la televisió.
No obstant això, no s'havia alliberat a la venda cap càmera en aquest pas de la companyia. Després, el 1986, Kodak va inventar el primer sensor de megapíxels del món, amb la capacitat de gravar 1,4 milions de píxels que podien produir una impressió de qualitat fotogràfica de 5 x 7 polzades.
Es podria dir, amb seguretat, que la història de la fotografia digital indica que el primer prototip d'una càmera digital era la Sony Mavica (Magnetic Video Camera - Cambra Magnètica de Vídeo), realitzada per Sony Corporation a principis dels 80. Essencialment era una càmera electrònica de vídeo que produïa imatges fixes que eren gravades en discs flexibles de 2 polzades.

### Cronologia
- 1947: Es funda l'Agència Magnum, una cooperativa de fotògrafs preocupats per la manipulació de la informació fotogràfica en els mitjans de premsa.
- 1950: Nous procediments industrials permeten incrementar enormement la velocitat i la sensibilitat a la llum de les pel·lícules en color i en blanc i negre. La velocitat d'aquestes últimes es va elevar des d'un màxim de 100 ISO fins a altre teòric de 5.000 ISO, mentre que en les de color es va multiplicar per deu.
- 1960: Els primers VTR (Video Tape Recorder que el 1951, ja eren capaços de capturar imatges de televisió, convertir-les en un senyal elèctric i guardar-les en suports magnètics) són utilitzats per la NASA, per a captar les primeres fotografies electròniques de Mart.
- 1969: És considerat l'inici de la carrera digital. Willard Boyle (1924-2011) George E. Smith (1930) dissenyen l'estructura bàsica del primer CCD (acrònim de Charge Couple Device o Dispositiu de Càrrega Acoblada). Aquest dispoditiu CCD, plantejat com un sistema per a l'emmagatzematge d'informació, és utilitzat un any més tard, pels laboratoris Bell com sistema per a capturar imatges en construir la primera càmera de vídeo.
- 1981: Surt al mercat la primera càmera digital, la Sony Mavica, amb CCD i una resolució de 100 x 100 píxels.
- 1990: Apareix la primera versió d'Adobe Photoshop, un programa informàtic de retoc de fotografies.
- 1997: Es crea la tecnologia CMOS, que revolucionaria la creació digital d'imatges.

## La fotografia al segle XXI
En l'actualitat, la comunicació mitjançant signes no lingüístics ha comprovat la seva contundència i riquesa en la transmissió de missatges, la qual cosa porta a una transformació radical en la vivència de la imatge.
Nous reptes es plantegen per a la fotografia en el segle XXI amb la irrupció de l'holografia i la fotografia digital. Aquesta última ha vingut a solucionar un dels veritables problemes dels fotògrafs situats en llocs remots, com els corresponsals, que no tenien accés a mitjans de processament de fotografies. La recerca de nous mitjans per a poder servir imatges tan aviat com fos possible, es troba en la base de la primera càmera digital.
Encara que al principi el seu preu les feia inaccessibles per al gran públic, avui dia les càmeres digitals estan a l'abast de la majoria, disminuint els costos dels materials i en progressiu augment de la seva qualitat tècnica. En el camp de la producció existeixen unes últimes tendències fotogràfiques que ens permeten endevinar com serà el camí a recórrer en aquest inici de segle.
- A principis de la dècada del 2010 es van popularitzar els mòbils amb càmera.